# Kunčina
Kunčina är en ort i Tjeckien.   Den ligger i regionen Pardubice, i den östra delen av landet, 160 km öster om huvudstaden Prag. Kunčina ligger 374 meter över havet och antalet invånare är 1 191.
Terrängen runt Kunčina är kuperad åt sydväst, men åt nordost är den platt.Runt Kunčina är det ganska tätbefolkat, med 120 invånare per kvadratkilometer. Närmaste större samhälle är Moravská Třebová, 4,8 km sydost om Kunčina. Trakten runt Kunčina består till största delen av jordbruksmark.